# Fernando Consul
Fernando Consul (Rio de Janeiro, Brasil; 3 de mayo de 1938) es un exfutbolista y entrenador de fútbol de Brasil que jugaba la posición de delantero.

## Carrera

### Club
| Periodo   | Club            |
| --------- | --------------- |
| 1958-1962 | Madureira EC    |
| 1963-1966 | America RJ      |
| 1966-1968 | Valenciennes FC |
| 1969-1970 | Ferroviário     |

### Selección nacional
Jugó para Brasil en siete ocasiones y anotó un gol en la Copa América 1963.

### Entrenador
| Periodo | Club        |
| ------- | ----------- |
| 1970    | Ferroviário |
| 1976    | Bangu AC    |

## Logros
- Campeonato Cearense (1): 1970